# アメリカン・グラフィティ
『アメリカン・グラフィティ』（American Graffiti）は、1973年のアメリカ合衆国の青春映画。
監督はジョージ・ルーカス、出演はリチャード・ドレイファス、ロニー・ハワード、ポール・ル・マット、チャールズ・マーティン・スミスなど。1962年のカリフォルニアの田舎町を舞台に、高校を卒業した青年たちが共に過ごす最後の一夜を描いている。

## 概要
監督・脚本のジョージ・ルーカスは、処女作『THX 1138』の興行的失敗を受け、自身の高校生活をベースに大衆に受ける青春映画の制作に着手し大ヒットした。低予算で製作されたため「興行的に最も成功した映画」とも言われた。
初公開時のキャッチフレーズは「1962年の夏、あなたはどこにいましたか（Where were you in '62?）」。
ルーカスが青春時代を過ごした1960年代のカリフォルニア州モデストを舞台にしており、アメリカ人の誰もが持つ高校生時代の体験を映像化した作品。1962年の夏、多くの登場人物が旅立ちを翌日に控えた夕刻から翌朝までの出来事を追う「ワンナイトもの」である。青春時代の甘味なエピソードが、タイトル通り落書き（グラフィティ）のように綴られる。
また、ケネディ大統領暗殺やベトナム戦争に突入する前のアメリカの「最後の楽しい時代」を描いたことにより、戦争のトラウマを別の形で浮かび上がらせたという側面もある。
1995年にはアメリカ国立フィルム登録簿に永久保存登録された。

## ストーリー
1962年9月初めのカリフォルニア州モデスト。ラジオから「ウルフマン・ジャック・ショウ」が流れ始める夕暮れ時、溜まり場となっている「メルズ・ドライブ・イン」の前に若者たちが集まってくる。カート（リチャード・ドレイファス）とスティーブ（ロン・ハワード）は高校を卒業し、翌朝にはこの街を去って東部の大学へと旅立つことになっているが、カートは街を去ることをためらっている。一方、スティーブはカートの妹のローリー（シンディ・ウィリアムズ）と付き合っているが、大学生になったら羽を伸ばそうと考えている。ジョン（ポール・ル・マット）は高校を出て2年、この街で気楽に過ごしている。フォード・デュース・クーペを駆ってのカー・レースでの強さは誰もが知っているが、今夜は彼に勝負を挑もうという55年型シボレーが彼を探している。スティーブより1学年下のテリー(チャールズ・マーティン・スミス）だけが自動車を持たず、ベスパでやって来るが、スティーブから当分使わない愛車を貸して貰えることになって大喜びし、早速、街に繰り出す。
カート、スティーブ、ローリーはローリーの車で母校の体育館で行われるダンスパーティーに向かう。その途中でカートは白いサンダーバードに乗ったブロンドの美女を見かけ、一目惚れするが彼女の素性は分からない。
ダンスパーティーでスティーブとローリーは2人の愛を確かめ合う。一方、カートはパーティー会場を抜け出して街をぶらつくが、不良グループ「ファラオ団」の3人組に因縁をつけられ、彼らと行動を共にせざるを得なくなってしまう。白いサンダーバードの美女を見かけるがどうすることも出来ない。
ジョンはいつものように車で街を流しながら女の子たちに声をかけるがなかなか上手くいかず、まだ13歳のキャロル（マッケンジー・フィリップス）を子守り代わりに押し付けられてしまう。キャロルの子供っぽい会話に辟易するジョンだが、見捨てることも出来ない。
テリーは運よくデビー（キャンディ・クラーク）という女の子を車に乗せることに成功し、自分は大金持ちだと偽ってデビーの気に入られる。2人は郊外で車を降り、少し離れたところでいちゃいちゃしている間に車を盗まれてしまう。
スティーブとローリーも郊外で最後の夜を過ごしていたが、スティーブの不用意な発言に激怒したローリーはスティーブを車から叩き出すと1人で街に戻り、見知らぬ男の55年型シボレーに乗ってしまう。彼こそジョンに勝負を挑もうとしているボブ・ファルファ（ハリソン・フォード）だった。一方のスティーブはローリーと離れて街を出ることをためらうようになる。
テリーは盗まれた車が駐車場に停めてあるのを見つけ取り返そうとして、犯人の2人組に殴られるが、たまたま通りかかったジョンに助けられて車を取り戻す。
「ファラオ団」のメンバーに言われるままにパトカーの後輪を吹っ飛ばすという大技をやってのけたカートは、やっと解放されて1人になると、ウルフマン・ジャックにサンダーバードの美女へのメッセージを流して貰おうと考え、郊外のラジオ局に向かう。たった1人で機器を操作していたひげ面の男は、ウルフマン・ジャックはここにはいない、放送はすべて録音されたものだ、機会があれば彼に渡そうと答えてカートのメモを受け取り、外の世界は素晴らしいぞとアドバイスする。しかしカートと別れを告げた後、マイクに向かって叫んでいるひげ面の男の声は正にウルフマン・ジャックのものだった。
やっとのことでキャロルを家に帰し、1人になったジョンをボブが見つけ、レースを挑む。その噂はすぐに広まり、町外れの直線道路（パラダイス・ロード）にはレースを見ようとする若者たちが集まってくる。ボブの車にローリーが乗っているらしいと聞いたスティーブも、テリーに貸していた車を奪うように返して貰うと現場へと急ぐ。明け方、若者たちが見守る中でレースが行われ、ボブの車が横転・炎上して勝負がつく。命からがら逃げ出したローリーにかけよったスティーブは「私を置いて行かないで」というローリーの言葉に「行かないよ」と約束し、二人はかたく抱きあう。
テリーはデビーに対し、大金持ちだというのは嘘で本当は自動車も持っていないのだと告げるが、デビーは彼を優しく慰め、また会おうと約束して帰ってゆく。
カートはウルフマン・ジャックのメッセージを聞いたサンダーバードの美女と公衆電話で話をすることが出来たが、彼女が何者なのか分からないまま電話は切れてしまう（ファラオ団によると彼女は高級娼婦とのことだった）。カートは街を離れて進学する決意を固める。
朝の空港でカートは家族や仲間たちと別れを告げ、飛行機に乗り込む。離陸した飛行機の窓の下に目をやると、飛行機を追いかけるように、あの白いサンダーバードが走っていた。
最後に、4人のその後の人生について言及される。
- ビッグ・ジョン・ミルナーは1964年6月、酔っ払い運転の車との事故により死亡した。
- テリー・フィールズは1965年12月、ベトナム戦争に出征中、アン・ロク付近の戦闘中に行方不明となった。
- スティーヴ・ボランダーは、カリフォルニア州モデストで保険外交員として働いている。
- カート・ヘンダーソンは作家となって、現在はカナダに住んでいる。

## キャスト
| 役名                 | 俳優                             | 日本語吹き替え | 日本語吹き替え                               | 日本語吹き替え                                               | 日本語吹き替え |
| 役名                 | 俳優                             | フジテレビ版 | テレビ朝日版                                 | TBS版                                                        | ソフト版       |
| -------------------- | -------------------------------- | --- | -------------------------------------------- | ------------------------------------------------------------ | -------------- |
| カート               | リチャード・ドレイファス         | 野島昭生 | 堀勝之祐                                     | 野島昭生                                                     | 堀内賢雄       |
| スティーブ           | ロン・ハワード                   | 古川登志夫 | 池田秀一                                     | 田中秀幸                                                     | 森川智之       |
| ジョン               | ポール・ル・マット               | ささきいさお | 青野武                                       | 鈴置洋孝                                                     | 井上和彦       |
| テリー               | チャールズ・マーティン・スミス   | 湯原昌幸 | 富山敬                                       | 三ツ矢雄二                                                   | 石田彰         |
| ローリー             | シンディ・ウィリアムズ           | 麻上洋子 | 榊原良子                                     | 戸田恵子                                                     | 冬馬由美       |
| デビー               | キャンディ・クラーク             | あべ静江 | 松金よね子                                   | 麻上洋子                                                     | 井上喜久子     |
| キャロル             | マッケンジー・フィリップス       | キャロライン洋子 | 山本嘉子                                     | 冨永みーな                                                   | 日笠陽子       |
| DJ                   | ウルフマン・ジャック             | 桑田佳祐 | 小林克也                                     | 小林克也                                                     | 大塚芳忠       |
| ジョー               | ボー・ホプキンス                 | 日高晤郎 | 中田浩二                                     | 曽我部和恭                                                   | 飛田展男       |
| カルロス             | マヌエル・パディージャ・ジュニア | |                                              |                                                              | 優希比呂       |
| アンツ               | ボー・ジェントリー               | |                                              | 堀内賢雄                                                     | たなかこころ   |
| ボブ・ファルファ     | ハリソン・フォード               | 石丸博也 | 仲木隆司                                     | 千葉繁                                                       | 内田直哉       |
| ホルスタイン         | ジム・ボウハン                   | | 広瀬正志                                     | 広瀬正志                                                     | 板取政明       |
| ブダ                 | ジャナ・ベラン                   | 吉田理保子 |                                              | 吉田理保子                                                   | 藏合紗恵子     |
| ウェンディ           | デビー・セリズ                   | |                                              | 小宮和枝                                                     | 寺門真希       |
| ボビー               | リン・マリー・スチュワート       | 吉田理保子 |                                              | 吉田理保子                                                   |                |
| ウルフ               | テレンス・マクガヴァン           | |                                              | 屋良有作                                                     | 高山春夫       |
| ペグ                 | キャスリーン・クインラン         | 土井美加 |                                              | 勝生真沙子                                                   | 豊口めぐみ     |
| エディ               | ティム・クロウリー               | |                                              |                                                              |                |
| ゴードン             | スコット・ビーチ                 | |                                              | 筈見純                                                       |                |
| 車のセールスマン     | ジョン・ブレント                 | |                                              | 池田勝                                                       |                |
| ジェーン             | ケイ・アン・ケンパー             | |                                              |                                                              | 福圓美里       |
| ヴィック             | ジョー・スパーノ                 | |                                              | 島田敏                                                       | 牛山茂         |
| ハンク               | アルバート・ナルバンディアン     | |                                              | 城山堅                                                       | 高山春夫       |
| アル                 | クリストファー・プレイ           | |                                              | 大滝進矢                                                     |                |
| 酒屋の店員           | ウイリアム・ニーヴン             | |                                              | 峰恵研                                                       |                |
| サンダーバードの女   | スザンヌ・ソマーズ               | |                                              | 小宮和枝                                                     | 折笠富美子     |
| ファルファの連れの女 | デブラリー・スコット             | |                                              | 小宮和枝                                                     |                |
| 不明 その他          | N/A                              | 芝田清子 三橋洋一 藤城裕士 千田光男 西口久美子 藤本譲 鈴置洋孝 二又一成 国坂伸 榊原良子 潘恵子 サザンオールスターズ | 田中亮一 村越伊知郎 田口昻 藤本譲 鈴木れい子 | 小野健一 村松康雄 松岡文雄 山田栄子 鈴木三枝 芝夏美 亀山助清 |                |

- フジテレビ版 - 初放送1980年10月24日『ゴールデン洋画劇場』 21:00-22:54
- テレビ朝日版 - 初放送1983年3月20日『日曜洋画劇場』 21:00-22:54
- TBS版 - 初放送1984年6月23日『名作洋画ノーカット10週』 0:10-2:11 ※「思い出の復刻版」DVD・BDに収録
- ソフト版 - 2011年収録。同年発売のBDに収録

※日本語吹替は上記の他、野島昭生がリチャード・ドレイファスを吹き替えた機内上映版が2バージョン存在する。

## スタッフ
- 監督：ジョージ・ルーカス
- プロデューサー：フランシス・フォード・コッポラ、ゲイリー・カーツ

### 日本語版
| 吹き替え       | フジテレビ版   | テレビ朝日版   | TBS版             | ソフト版                   |
| -------------- | -------------- | -------------- | ----------------- | -------------------------- |
| 演出           | 壺井正         |                | 伊達康将          | 市来満                     |
| 翻訳           | 佐藤一公       |                | 佐藤一公          | 五十嵐江                   |
| 調整           | 栗林秀年       |                | 丹波晴道          |                            |
| 効果           | PAG            |                | 遠藤堯雄 桜井俊哉 | N/A                        |
| プロデューサー | 岡原裕泰       |                | 安田孝夫          |                            |
| 制作           | グロービジョン | グロービジョン | 東北新社          |                            |
| 制作           | フジテレビ     | テレビ朝日     | TBS               | ユニバーサル・ピクチャーズ |

## 主な挿入歌
- ロック・アラウンド・ザ・クロック（ビル・ヘイリー＆ザ・コメッツ）
- シックスティーン・キャンドルズ（ザ・クレスツ）
- 悲しき街角（デル・シャノン）
- 恋は曲者（フランキー・ライモン&ザ・ティーンエイジャーズ）
- ザットル・ビー・ザ・デイ（バディ・ホリー＆ザ・クリケッツ）
- アット・ザ・ホップ（フラッシュ・キャディラック&ザ・コンチネンタル・キッズ）
- シーズ・ソー・ファイン（同上）
- ルイ・ルイ（同上） ※サウンドトラック・アルバムには未収録
- シー・ユー・イン・セプテンバー（ザ・テンポズ）
- サーフィン・サファリ（ザ・ビーチ・ボーイズ）
- 煙が目にしみる（プラターズ）
- リトル・ダーリン（ザ・ダイヤモンズ）
- ペパーミント・ツイスト（ジョイ・ディー&スターライターズ）
- バーバラ・アン（リージェンツ）
- ブック・オブ・ラヴ（モノトーンズ）
- メイビー・ベイビー（バディ・ホリー&ザ・クリケッツ）
- ヤ・ヤ（リー・ドーシー）
- グレイト・プリテンダー（プラターズ）
- エイント・ザット・ア・シェイム（ファッツ・ドミノ）
- ジョニー・B・グッド（チャック・ベリー）
- 瞳は君ゆえに（フラミンゴス）
- ゲット・ア・ジョブ（ザ・シルエッツ）
- 踊ろよベイビー（ボビー・フリーマン）
- カム・ゴー・ウィズ・ミー（ザ・デル・ヴァイキングス）
- ユア・シックスティーン（ジョニー・バーネット）
- 恋の特効薬（ザ・クローバーズ）
- シンス・アイ・ドント・ハヴ・ユー（ザ・スカイライナーズ）
- シャンティリー・レース（ビッグ・ボッパー）
- ティーン・エンジェル（マーク・ダイニング）
- グリーン・オニオン（ブッカー・T&ザ・MG's）
- オンリー・ユー（プラターズ）
- オール・サマー・ロング（ザ・ビーチ・ボーイズ）

## 主な受賞歴
- 第46回アカデミー賞
  - ノミネート：作品賞（フランシス・フォード・コッポラ、ゲイリー・カーツ）、助演女優賞（キャンディ・クラーク）、監督賞（ジョージ・ルーカス）、脚本賞（ジョージ・ルーカス、グロリア・カッツ、ウィラード・ハイク）、編集賞（ヴァーナ・フィールズ、マーシア・ルーカス）
- 第31回ゴールデングローブ賞（1973年）[3]
  - 受賞：作品賞・ミュージカル/コメディー部門
  - 受賞：最も有望な新人賞（ポール・ル・マット）
  - ノミネート：最優秀俳優賞・コメディ/ミュージカル部門（リチャード・ドレイファス）、監督賞（ジョージ・ルーカス）
- 1973年ニューヨーク映画批評家協会賞[4]
  - 受賞：脚本賞（ジョージ・ルーカス、グロリア・カッツ、ウィラード・ハイク）

## 製作
ユニバーサルはルーカスが付けた『アメリカン・グラフィティ』という題名を「分かりにくい」と気に入らず、「アナザー・スロー・ナイト・オブ・モデスト」という題名を提案した。ちなみにコッポラは「ロック・アラウンド・ザ・ブロック」を提案した。
夏の設定だが、撮影は冬に行われた。そのため、息が白くなっているシーンがある。役者たちは薄着で暑そうな演技をし、カットがかかると上着に飛びついたという。

### 演出
台本通りに演じることを望まず、俳優たちの好きなように演じさせた。
テリーのベスパ停車の失敗、強盗から投げられる酒のファンブル失敗、デビーの「Did you get it?」の台詞の言い間違え、キャロルの水風船顔面直撃などアクシデントが採用されることが多く、俳優たちは「ルーカスは失敗を望んでいた」と語っている。デビーの台詞の失敗は1テイク目だったので、そのテイクがOKとなり、撮り直しさせてもらえなかったとクラークは語っている。
ドレイファスは撮影時、終始踵を上げ下げして手をブラブラさせていたので、カメラ・オペレーターから「じっとしてろ」と注意された。その仕草は劇中でも観ることができる。
チャールズ・マーティン・スミスは髪を切らされ、70年代には流行らない髪形にされた。そのためプライベートでは帽子を離さなかったという。ハリソン・フォードは髪を切るのを嫌がり、代わりにカウボーイ・ハットを被って出演した。

### 使用楽曲
本作にはオリジナルの劇伴はなく、全編にわたり物語の設定年代である1950年代半ばから1960年代前半にかけての楽曲が引用されている。また、実在のDJ、ウルフマン・ジャックを本人役で登場させている。全曲が収録されたサウンドトラックも大ヒットし、現在も人気が高い。
しかし、楽曲の権利上の問題から、長らくビデオ化ができなかった。日本の地上波テレビ初放映は、1980年10月24日放送のフジテレビ『ゴールデン洋画劇場』で、サザンオールスターズの桑田佳祐が初の吹き替えを担当した。その後、放映権はTBS系に移り、1984年に深夜特番『ソニー名作洋画ノーカット劇場』で放送された。吹き替え版は、2008年12月19日にユニバーサルから「思い出の復刻版」と題した吹き替え名画の傑作選の第1弾として発売された。
サントラに収録された全41曲は、ルーカス自身の好みで選ばれたものである。なお、エンドロールで流れるザ・ビーチ・ボーイズの「オール・サマー・ロング」は舞台となった1962年ではなく、1964年の楽曲である。

## 公開後
試写を見たユニバーサルの重役ネッド・タネンは「こんな映画は観客に見せる物じゃない」と激怒した。その後、試写を繰り返しても本作への評価は上がらず、ファースト・ランはニューヨークで1館、ロサンゼルスで2館とわずか3館だけであった。更に、ユニバーサルは本作完成から上映までの間に、ルーカスから提示された『スター・ウォーズ』の企画を拒否してしまったが、ルーカスは自作に理解のない会社に企画が渡らないことに却って安堵した。
結果映画は世界的に大ヒットし、この後続篇も製作され、さらに『グリース』、テレビドラマ『ハッピーデイズ』、『グローイング・アップ』など多くの亜流作品を生んだ。現在も青春時代のエピソードを当時のヒット曲で綴る映画を「アメグラもの」と表現されることがある。
当時は無名だったリチャード・ドレイファス、ハリソン・フォード、ロン・ハワード、チャールズ・マーティン・スミスが、のちのアメリカ映画を代表する大スター・売れっ子監督になっていったのは、よく知られるところである。公開当時はボクサー上がりのポール・ル・マットが一番人気が出るのでは、と言われたが、彼本人の名前よりも役名が浸透してしまい、あまり人気が上がらなかった（俳優としては現在も活動している）。当時プロの役者だったのはハワードだけである。
1978年に再公開された際に、「テリーが自動車セールスマンに会うシーン」、「スティーヴが教師を挑発するシーン」、「ボブが『魅惑の宵』を口ずさむシーン」が追加された。更に『アメリカン・グラフィティ2』と合わせるため、エンディングで表示されるジョンの死亡日が12月に変更された。

### DVD
全てのビデオ版に収録されているのは、上述の再公開の際に変更が加えられたバージョンである。DVD版以降は、オープニングの空にCG処理で夕焼けと雲が加えられている。
「思い出の復刻版DVD」のディスク2に収録されている吹き替えは、TBS「名作洋画ノーカット10週」で放送されたものが収録されている。発売直前まで、発売元のユニバーサル・ピクチャーズ・ジャパンのサイトには、若干本編からカットがある「日曜洋画劇場」で放送されたもののキャストが記載されていた。

## 裏話

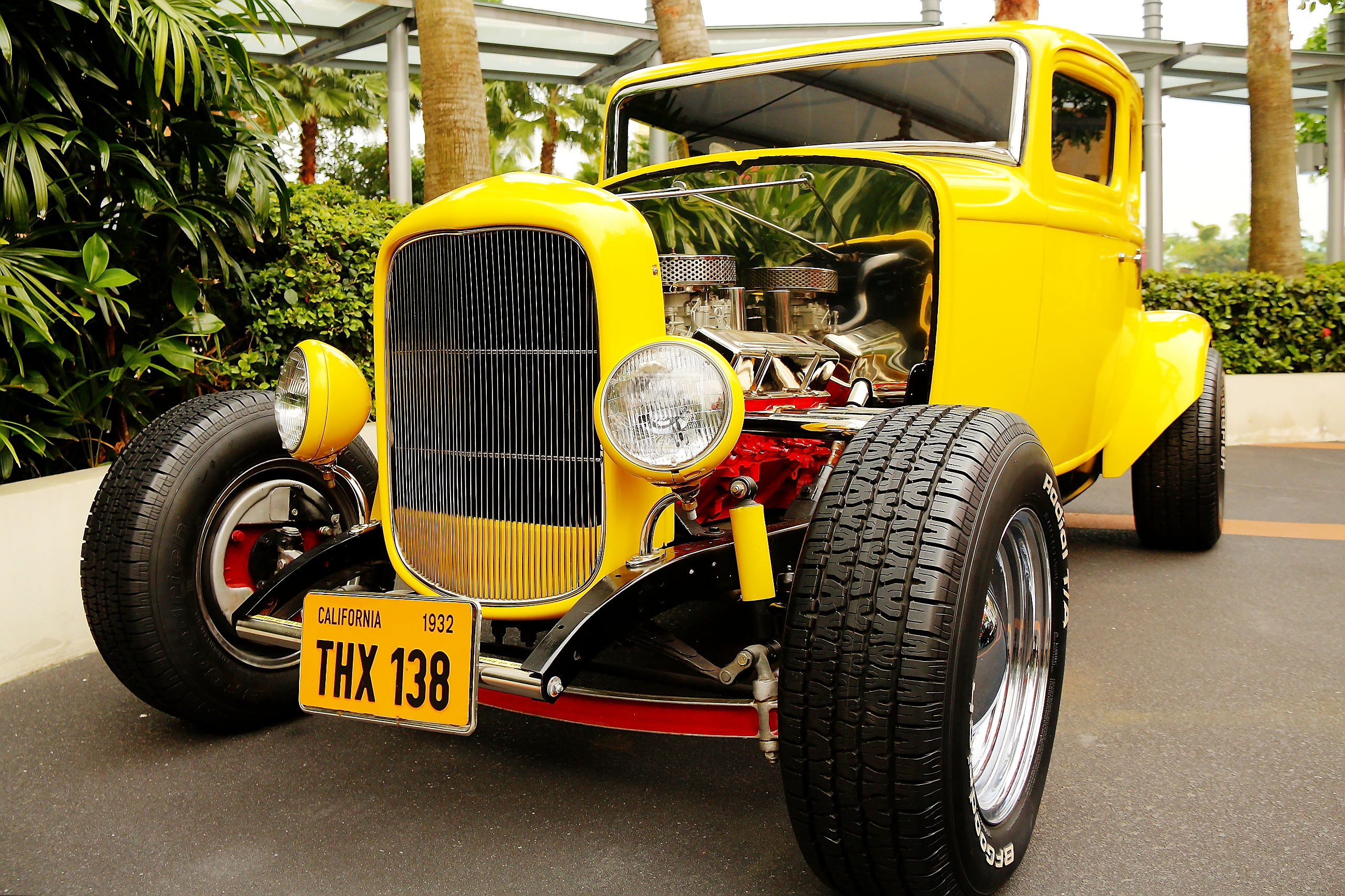
劇中でジョンが乗ったフォード・デュース・クーペ

- ジョンの乗るフォード・デュース・クーペのナンバープレートにはルーカスの前作のタイトルをもじったナンバー、「THX-138」と書かれている。このイースターエッグは後の『スター・ウォーズ』の劇中でも見られる。
- 登場人物が入り浸る「メルズ・ドライブイン」はサンフランシスコに実在したドライブインである。当時既に閉店していたが、映画撮影のために再度開店させた。店は撮影終了後に取り壊された。世界各国のユニバーサル・スタジオのテーマパークにも同名のレストランがある。
- 高校のダンスパーティでの演奏シーンでギタリストが使っているギターはラージ・ヘッドのストラトキャスターであるが、この仕様は1965年にフェンダー社がCBSに買収された後のものなので1962年には存在しない。
- キャロルが1974年3月21日～4月5日に山本寛斎のファッションショーでのステージと映画撮影のため、渡欧しパリでライブを行った。この時、矢沢永吉と山崎眞行が、日本公開前の『アメリカン・グラフィティ』を現地で観た。矢沢の感想は「ぜんぜん面白くない。オープニングは、チャック・ベリーが出て来て『ジョニー・B.グッド』をやるべきだ」と言ったという。一方の山崎は本作を観てオールディーズ、フィフティーズや古着ファッションの日本での流行を予感し、のちクリームソーダやピンクドラゴンなどを仕掛け、原宿にクリームソーダ王国を築いた[5]。
- 現在発売されているソフトは、劇場公開版に未公開シーンを追加し新たに編集し直した特別版となっている。